# Villa Pauly

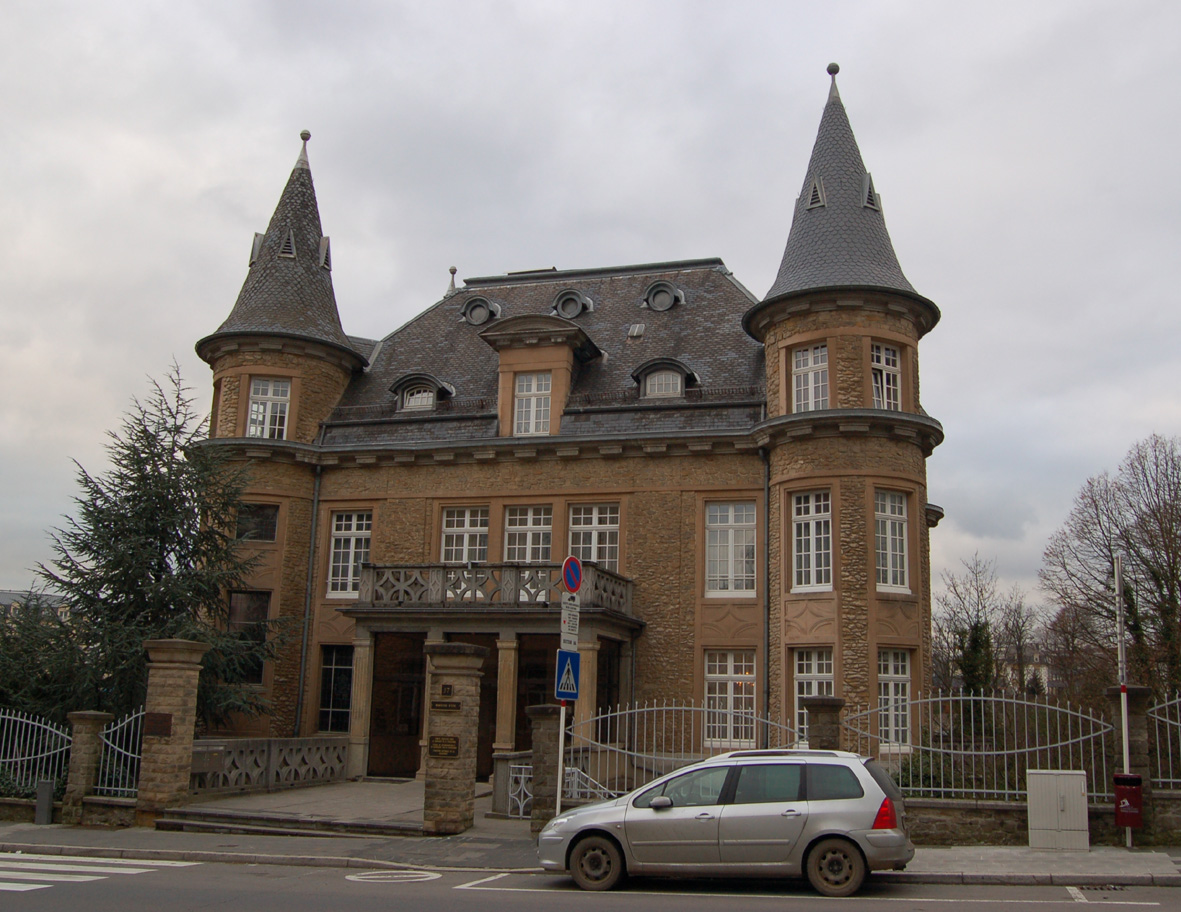
Villa Pauly, Hauptquartier der Gestapo im Zweiten Weltkrieg

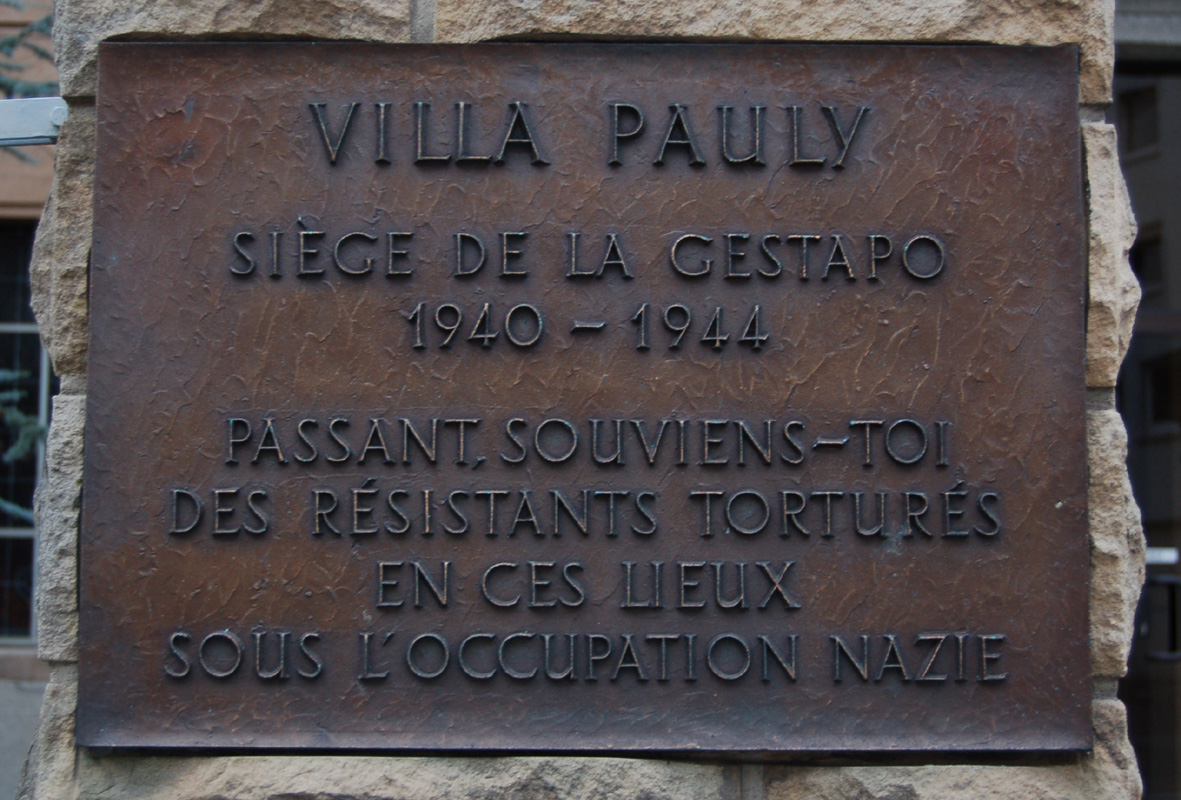
Gedenktafel (2006)

Die Villa Pauly wurde im Jahre 1923 im Zentrum von Luxemburg erbaut. Bauherr war der Chirurg Norbert Pauly; als Architekt zeichnete Mathias Martin verantwortlich. Das Haus spielt mit seinen Ecktürmen auf die Schlossarchitektur des Spätmittelalters und der Renaissance an.

## Geschichte
Während des Zweiten Weltkrieges (August 1940 – September 1944) beherbergte es das Hauptquartier der Gestapo in Luxemburg unter der Leitung von Gestapo-Chef Fritz Hartmann. Die Kellergewölbe des Hauses wurden für Folter und Verhöre benutzt. Das Haus wurde zum Symbol des Naziterrors und der Unterdrückung in Luxemburg.
Heute befindet sich in der Villa Pauly der Sitz des Comité directeur pour le souvenir de la résistance, eines Dokumentations- und Forschungszentrums zur Geschichte der Résistance in Luxemburg. Das Gebäude steht seit 1989 unter Denkmalschutz.

## Adresse
- 57, Boulevard de la Pétrusse